# Kwadenoord 1
De watermolen Kwadenoord 1  is in 1703 gebouwd als papiermolen aan de Molenbeek op landgoed Quadenoord in Renkum door toenmalig landgoedeigenaar Frederik van Gent. Tot het jaar 1872 waarin de molen afbrandde kende de molen diverse eigenaren waarvan de heer Nicolaas Pannekoek (eigenaar sinds 1812) regionaal de meeste bekendheid had.
In 1872 brandde de molen af en werd een korenmolen teruggebouwd. Echter brandde in 1874 de molen opnieuw af en werd in 1876 een kleinere korenmolen teruggebouwd. Hierbij werden twee maalstoelen geplaatst, waarbij een maalstoel diende voor het malen van het voer van de molenpaarden van de moleneigenaar.
Doordat de ENKA sinds het begin van de 20e eeuw begon met grondwaterwinning daalde het waterpeil in de beek. Hierdoor kon de molen niet meer functioneren op vrijstromend beekwater. In 1912 werd daarom een benzinemotor ingebouwd, maar dat leidde alleen maar tot uitstel van gebruik. Vanaf 1921 was de molen niet meer in gebruik. In 1935 werd het rad verwijderd, waarna het verval snel intrede deed.
De voormalige watermolen is een gemeentelijk monument.